# 目黑 (目黑區)
目黑（日语：／ Meguro */?），日本東京都目黑區町名，下分目黑一丁目至四丁目。2013年7月為止的人口有12,602人。郵遞區號153-0063。

## 地理
位於目黑通北側，目黑川與山手通貫通本町。北臨三田，東接品川區上大崎，南鄰下目黑，西連中町，西北通中目黑。
西北-東南流向的目黑川在23區内畫出一條深谷。
一丁目的高地是高級住宅區，1960年代以後公寓逐漸增加。
此外，目黑作為廣域地名，是指JR目黑站為中心的區域。JR目黑站位在品川區上大崎。

## 歷史
為守護江戶而安置的江戶五色不動之一的目黑不動（泰叡山瀧泉寺，目黑區下目黑），是位在慈覺大師圓仁所創建的古寺中。目黑不動是五色不動中最著名的一尊。
1745年（延享二年），當時此地位於江戶町奉行所管轄的町屋西南端。1818年（文政元年），目黑劃入江戶範圍裡。但在此之前，目黑就已屬於町奉行的支配地域，使得本來應該在江戶外的目黑不動尊，成為五色不動中唯一在御府内的一尊。

### 地名的由來
目黑屬於舊荏原郡中目黑村與下目黑村，非中目黑村、下目黑村與目黑町的中心地區，後因靠近目黑站而取名為目黑。目黑區役所位於上目黑。

## 交通
當地沒有鐵路經過，東急目黑線、都營三田線、東京地下鐵南北線、山手線的目黑站位於東側的上大崎。站前商店街自1996年（平成8年）起在每年9月舉行{link-ja|目黑秋刀魚祭|目黒のさんま祭り}}，是東京初秋的季節活動。

## 備註
1. ↑  .   [2013-08-04]. （原始内容存档于2020-05-03）.

## 外部連結
- 目黑區官方網站 （页面存档备份，存于）